# Moóry Lucy
Moóry Lucy, született Morbitzer Luca, férjezett Lucy M. Brooks (Rákosszentmihály, 1917. október 22. – Los Angeles, Kalifornia, 2006. február 13.) magyar színésznő.

## Életútja
Morbitzer Jenő Endre (1877–1942) magánhivatalnok és Müller Mária leánya. 1935. augusztus 24-én Budapesten, a Józsefvárosban házasságot kötött Perényi László színésszel, azonban egy év múlva elváltak. 1935-ben végzett a Színművészeti Akadémián, majd Miskolcra került. 1938–39-ben Kassán lépett fel, 1939–40-ben Bánky Róbert, 1940–41-ben Jakabffy Dezső társulatában játszott. 1941–42-ben Nagyváradon, 1942–44-ben Debrecenben, 1944 őszén a Madách Színházban, 1946-ban Hódmezővásárhelyen, 1946–47-ben Debrecenben, 1947–48-ban Szegeden lépett fel. Ezután külföldre házasodott. Az Egyesült Államokban élt, ahol 2006. február 13-án hunyt el.

## Fontosabb színházi szerepei
- Mária (Vaszary J.: Csak egy nap a világ)
- Monna Vanna (Maeterlinck)
- Alice (Strindberg: Haláltánc)
- Gauthier Margit (ifj. A. Dumas: A kaméliás hölgy)
- Bernd Róza (Hauptmann)
- Curleyné (Steinbeck: Egerek és emberek)
- Reagan (Shakespeare: Lear király)